# Copa Mundial de Baloncesto 3x3 de 2022
La Copa Mundial FIBA de Baloncesto 3x3 de 2022 fue un torneo de baloncesto 3x3 que se celebró en la ciudad belga de Amberes entre el 21 y el 26 de junio.

## Medallas

### Medallero
| Posición | Selección | Oro | Plata | Bronce | Total |
| -------- | --------- | --- | ----- | ------ | ----- |
| 1        | Francia   | 1   | 0     | 1      | 2     |
| 2        | Serbia    | 1   | 0     | 0      | 1     |
| 3        | Canadá    | 0   | 1     | 0      | 1     |
| 3        | Lituania  | 0   | 1     | 0      | 1     |
| 5        | China     | 0   | 0     | 1      | 1     |
| Total    | Total     | 2   | 2     | 2      | 6     |

### Medallistas
| Evento    | Oro                                                                         | Plata                                                                   | Bronce                                                              |
| --------- | --------------------------------------------------------------------------- | ----------------------------------------------------------------------- | ------------------------------------------------------------------- |
| Masculino | Serbia Marko Branković Dejan Majstorović Strahinja Stojačić Mihailo Vasić   | Lituania Gintautas Matulis Darius Tarvydas Marijus Užupis Ignas Vaitkus | Francia Léopold Cavalière Antoine Eito Franck Seguela Alex Vialaret |
| Femenino  | Francia Myriam Djekoundade Laëtitia Guapo Hortense Limouzin Marie-Ève Paget | Canadá Kacie Bosch Paige Crozon Katherine Plouffe Michelle Plouffe      | China Cao Junwei Wan Jiyuan Wang Lili Zhang Zhiting                 |